# Udsigten - den hårdeste straf
|  | Denne artikel er oprettet af botten Steenthbot ud fra en ekstern database. Den kan derfor have sproglige fejl eller mangler. Denne skabelon kan fjernes efter kontrol af indholdet. |

Udsigten - den hårdeste straf er en dansk dokumentarfilm fra 2020 instrueret af Ole Stenum.

## Handling
Hvad er værst at sidde og glo ind i en betonmur i Hersted Vester eller se ud på det smukkeste landskab udenfor Nuuk. Filmen “ UDSIGTEN” følger arkitekter og indsatte under opførslen af Grønlands ny første højsikrede fængsel. Vil deres deres drømme og ønsker ende sammen sted?